# XX Trobada mundial de peñas barcelonistas (escultura)
L'escultura urbana coneguda pel nom XX Trobada mundial de peñas barcelonistas, ubicada al passeig Antonio García Oliveros, a la ciutat d'Oviedo, Principat d'Astúries, Espanya, és una de les més d'un centenar que adornen els carrers de l'esmentada ciutat espanyola.
El paisatge urbà d'aquesta ciutat, es veu adornat per obres escultòriques, generalment monuments commemoratius dedicats a personatges d'especial rellevància en un primer moment, i més purament artístiques des de finals del segle xx.
L'escultura, feta en ferro i col·locada en un pedestal de pedra, presenta una placa commemorativa, és obra de Rafael Rodríguez Urrusti, i està datada 1996.
Aquesta escultura sembla un homenatge a la celebració de la XX Trobada mundial de penyes barcelonistes, que l'any 1996 va tenir lloc a Oviedo.
Aquestes Trobades mundials de penyes barcelonistes tenen una llarga història, que té el seu origen l'any 1972, gràcies als esforços dels primers organitzadors, el president del FC Barcelona d'aquell moment, Agustí Montal; el president de la Penya Blaugrana Manresa, Josep Juncadella; l'industrial manresà Ricard Andreu Puig, i l'abat de Montserrat Cassià Marià Just. El lloc escollit per a la primera Trobada va ser un dels llocs més emblemàtics de Catalunya: Montserrat.